# Llista de zones de bany interior de Catalunya
Llista de zones de bany de l'interior de Catalunya, en embassaments, estanys i rius, controlades per l'Agència Catalana de l'Aigua.
| Nom                                    | Sòl i entorn                   | Longitud x amplada (m) | Localització                                                                        | Codi              | Imatge |
| -------------------------------------- | ------------------------------ | ---------------------- | ----------------------------------------------------------------------------------- | ----------------- | --- |
| Embassament de Boadella                | Sorra, llots i graves, natural | 130 x 40               | Darnius (Alt Empordà) 42° 21′ 11″ N, 2° 49′ 42″ E / 42.35297°N,2.82845°E            | ES51200060C17060A | {{ca\|Embassament de Boadella (Darnius)}} · {{WLE-AD-ES\|ES51200060C17060A}} · {{Object location dec\|42.35297\|2.82845\|region:ES-CT_type:landmark_dim:130_source:cawiki}} · [[Categoria:Inland swimming areas in Catalonia]]               |
| Embassament de Sant Antoni 1           | Terra i fang, natural          | 60 x 20                | Salàs de Pallars (Pallars Jussà) 42° 12′ 16″ N, 0° 56′ 22″ E / 42.20441°N,0.93936°E | ES51300190C25190A | {{ca\|Embassament de Sant Antoni (Salàs de Pallars)}} · {{WLE-AD-ES\|ES51300190C25190A}} · {{Object location dec\|42.20441\|0.93936\|region:ES-CT_type:landmark_dim:60_source:cawiki}} · [[Categoria:Inland swimming areas in Catalonia]]    |
| Embassament de Sant Antoni 2           | Terra, natural                 | 100 x 15               | Talarn (Pallars Jussà) 42° 11′ 12″ N, 0° 55′ 22″ E / 42.18664°N,0.92279°E           | ES51300215C25215A | {{ca\|Embassament de Sant Antoni (Talarn)}} · {{WLE-AD-ES\|ES51300215C25215A}} · {{Object location dec\|42.18664\|0.92279\|region:ES-CT_type:landmark_dim:100_source:cawiki}} · [[Categoria:Inland swimming areas in Catalonia]]             |
| Embassament de Sant Antoni 3           | Terra, natural                 | 280 x 30               | Conca de Dalt (Pallars Jussà) 42° 13′ 20″ N, 0° 58′ 26″ E / 42.22225°N,0.97384°E    | ES51300161C25161A | {{ca\|Embassament de Sant Antoni (Conca de Dalt)}} · {{WLE-AD-ES\|ES51300161C25161A}} · {{Object location dec\|42.22225\|0.97384\|region:ES-CT_type:landmark_dim:280_source:cawiki}} · [[Categoria:Inland swimming areas in Catalonia]]      |
| Embassament de Sant Ponç               | Sorra i roques, natural        | 117 x 15               | Clariana de Cardener (Solsonès) 41° 57′ 50″ N, 1° 36′ 10″ E / 41.96397°N,1.60279°E  | ES51300075C25075A | {{ca\|Embassament de Sant Ponç (Clariana de Cardener)}} · {{WLE-AD-ES\|ES51300075C25075A}} · {{Object location dec\|41.96397\|1.60279\|region:ES-CT_type:landmark_dim:117_source:cawiki}} · [[Categoria:Inland swimming areas in Catalonia]] |
| Embassament de Sau, Club Nàutic        | Sorra, natural                 | 100 x 20               | Vilanova de Sau (Osona) 41° 58′ 32″ N, 2° 23′ 54″ E / 41.97548°N,2.39832°E          | ES51100303C08303A | {{ca\|Embassament de Sau, Club Nàutic (Vilanova de Sau)}} · {{WLE-AD-ES\|ES51100303C08303A}} · {{Object location dec\|41.97548\|2.39832\|region:ES-CT_type:landmark_dim:100_source:cawiki}} · [[Categoria:Sau Reservoir]]                    |
| Embassament de Sau, Can Mateu          | Sorra, natural                 | 36 x 12                | Vilanova de Sau (Osona) 41° 58′ 01″ N, 2° 23′ 50″ E / 41.96699°N,2.39735°E          | ES51100303C08303B | {{ca\|Embassament de Sau, Can Mateu (Vilanova de Sau)}} · {{WLE-AD-ES\|ES51100303C08303B}} · {{Object location dec\|41.96699\|2.39735\|region:ES-CT_type:landmark_dim:36_source:cawiki}} · [[Categoria:Inland swimming areas in Catalonia]]  |
| Embassament de Siurana, Club Nàutic    | Sorra i graves, natural        | 300 x 60               | Cornudella de Montsant (Priorat) 41° 15′ 06″ N, 0° 54′ 40″ E / 41.25175°N,0.91102°E | ES51400049C43049A | {{ca\|Embassament de Siurana, Club Nàutic (Cornudella de Montsant)}} · {{WLE-AD-ES\|ES51400049C43049A}} · {{Object location dec\|41.25175\|0.91102\|region:ES-CT_type:landmark_dim:300_source:cawiki}} · [[Categoria:Pantà de Siurana]]      |
| Embassament de la Baells               | Sorra i còdols, natural        | 45 x 10                | Vilada (Berguedà) 42° 07′ 41″ N, 1° 54′ 56″ E / 42.12793°N,1.91565°E                | ES51100299C08299A | {{ca\|Embassament de la Baells (Vilada)}} · {{WLE-AD-ES\|ES51100299C08299A}} · {{Object location dec\|42.12793\|1.91565\|region:ES-CT_type:landmark_dim:45_source:cawiki}} · [[Categoria:Inland swimming areas in Catalonia]]                |
| Estany de Banyoles, Club Natació       | Herba, urbà                    | 80 x 35                | Banyoles (Pla de l'Estany) 42° 07′ 22″ N, 2° 45′ 29″ E / 42.12279°N,2.75801°E       | ES51200015C17015A | {{ca\|Estany de Banyoles, Club Natació}} · {{WLE-AD-ES\|ES51200015C17015A}} · {{Object location dec\|42.12279\|2.75801\|region:ES-CT_type:landmark_dim:80_source:cawiki}} · [[Categoria:Inland swimming areas in Catalonia]]                 |
| Estany de Banyoles, la Caseta de Fusta | Herba, natural                 | 60 x 20                | Banyoles (Pla de l'Estany) 42° 07′ 50″ N, 2° 45′ 36″ E / 42.13065°N,2.75990°E       | ES51200015C17015B | {{ca\|Estany de Banyoles, la Caseta de Fusta}} · {{WLE-AD-ES\|ES51200015C17015B}} · {{Object location dec\|42.13065\|2.75990\|region:ES-CT_type:landmark_dim:60_source:cawiki}} · [[Categoria:Inland swimming areas in Catalonia]]           |
| Segre, Pont Vell                       | Sorra i còdols, natural        | 50 x 20                | Camarasa (Noguera) 41° 52′ 53″ N, 0° 52′ 37″ E / 41.88130°N,0.87691°E               | ES51300062C25062A | {{ca\|Segre, Pont Vell (Camarasa)}} · {{WLE-AD-ES\|ES51300062C25062A}} · {{Object location dec\|41.88130\|0.87691\|region:ES-CT_type:landmark_dim:50_source:cawiki}} · [[Categoria:Pont de Camarasa]]                                        |